# 桑德豪森
桑德豪森是德国巴登-符腾堡州的一个市镇。总面积14.55平方公里，总人口14556人，其中男性7019人，女性7537人（2011年12月31日），人口密度1 000人/平方公里。